# Dash
Dash (раніше відома як Darkcoin і XCoin) — криптовалюта, що використовує механізм під назвою «Darksend», для того, щоб зробити транзакції анонімними.
У 2015 році за ринковою капіталізацією у Dash було п'яте місце серед усіх криптовалют.

## Огляд
Основні відмінності між Dash і Bitcoin полягають у наступному:
- транзакції в Dash є анонімізованими[3]
- Dash використовує не один, а комбінацію з декількох криптографічних алгоритмів[4]
- майнінг Dash вимагає менших енерговитрат[5]
- рішення про подальший розвиток системи приймають не окремі програмісти, а всі члени мережі Dash, через механізм децентралізованого управління (Decentralized Governance)[6][7][8]

### PrivateSend

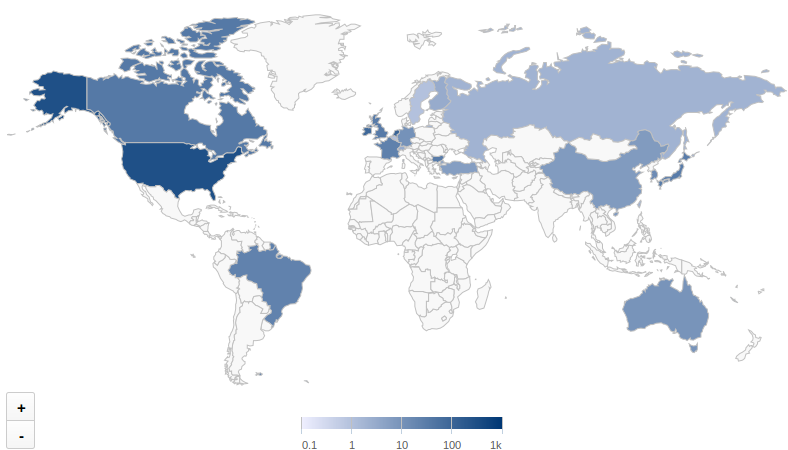
Розподіл мастернод по країнах (на вересень 2014)

«PrivateSend» — це сервіс перемішування платежів, заснований на CoinJoin. Надалі метод попереднього перемішування був вдосконалений і вбудований в клієнтську програму.
Поточна реалізація системи дозволяє збільшити анонімність транзакцій, шляхом об'єднання декількох входів від різних користувачів в одній транзакції з декількома виходами. Це приховує потоки руху коштів і обмежує можливості прямого відстеження транзакцій. Для відстеження таких транзакцій був запропонований механізм ієрархічного списку (заснованого на входах і виходах), проте практичних доказів можливості такого аналізу представлено не було.
Механізм PrivateSend включає ряд процедур:
1. Попередня деномінація — платежі дробляться на однакові частини: 100, 10, 1, 0.1, що перешкоджає відстеження за індивідуальними сумами.
2. Кожна частина проходить свої власні етапи анонімізації, при цьому
  - анонімізується не вся сума, а частини;
  - перемішуються виключно однакові за величиною частини;
  - на кожному етапі обирається нова перемішуюча мастернода.
3. Перемішування відбувається завчасно. Після змішування сума повертається власнику на нові анонімні адреси і може використовуватися, коли буде потреба (немає потреби чекати змішування).
4. З ростом числа користувачів DASH стає важче позбутися невизначеності в структурах змішування.

### Мастерноди
Мастерноди (Masternodes) — спеціальні вузли (сервери) мережі, що забезпечують роботу механізму перемішування «PrivateSend». Мастерноди управляються співтовариством волонтерів, без єдиного централізованого керівного органу. Кожен раз, коли користувач має намір використовувати «PrivateSend», він вказує кількість раундів перемішування (зазвичай від двох до восьми, але можна і більше), що значно збільшує ступінь анонімності. Далі випадково вибрані мастерноди здійснюють перемішування монет. Комбінація з декількох незалежних випадкових мастернод збільшує впевненість, що ніхто не має повної інформації про всі входи і виходи транзакції.
Щоб уникнути сценарію, при якому безліч мастернод в мережі управляється зловмисником, який хоче розкрити анонімні транзакції, застосовується стримуючий фактор: за кожну мастерноду, яка підключається до мережі, потрібно внести заставу в розмірі 1000 Dash. З метою стимулювання волонтерів до створення і управління мастернодами, за їх роботу надається винагорода, що становить 50 % від нагороди майнера за знайдений блок.

### InstantSend
«InstantSend» — це сервіс для миттєвих транзакцій. У цій системі входи блокуються тільки для конкретної транзакції, що перевіряється з допомогою механізму консенсусу в мережі мастернод. Конфліктуючі транзакції блокуються і відхиляються. Якщо консенсус не може бути досягнутий, підтвердження транзакції відбувається за допомогою стандартного механізму підтвердження блоку. InstantX дозволяє вирішити проблему подвійної витрати без довгого очікування підтвердження, як у випадку з іншими криптовалютами, такими як Bitcoin.

### X11
Замість застосування алгоритму SHA-256 (із сімейства Secure Hash Algorithm) або scrypt, в Dash, з метою доказу виконання роботи, послідовно застосовуються 11 різних функцій хешування.
X11 — система алгоритмів хешування, що використовує ланцюжок з 11 алгоритмів типу криптографічна хеш-функція для доказу виконання роботи. Алгоритм X11 запропонований головним розробником системи Dash, Еваном Даффілдом (Evan Duffield), з метою утруднити використання спеціалізованого обладнання для майнінгу.
Для послідовного хешування центральні процесори останнього покоління, в середньому, дають таку ж продуктивність, як GPUs. При роботі такого алгоритму на GPUs потрібно приблизно на 30 % менше електричної потужності, порівняно з алгоритмом `scrypt`, і від 30 % до 50 % менше ресурсів на тепловідведення. Це дозволяє значно знизити витрати майнерів і продовжити ресурси комп'ютерного обладнання.

### Dark Gravity Wave (DGW)
Dark Gravity Wave (DGW) — алгоритм підстроювання складності майнінгу, створений з метою обійти недоліки в алгоритмі Kimoto's Gravity Well. В цьому випадку використовується багаторазове і просте ковзне середнє для плавного підстроювання складності, яка перераховується для кожного блоку. Винагорода за блок не змінюється строго з номером блоку, а замість цього використовується формула, заснована на законі Мура: 2222222/((Difficulty+2600)/9)2.

### Гаманець Dash
Гаманець Dash (Dash Core wallet) заснований на популярному гаманці для біткойна — Bitcoin Core QT wallet, з додатковим функціоналом. Він дозволяє робити анонімні транзакції з використанням вищеописаних функцій PrivateSend і InstantSend.

### Децентралізоване управління
Рішення про зміни в Dash приймаються загальним голосуванням. Будь-який бажаючий може винести на публічне обговорення той чи інший проект, пов'язаний з Dash (винесення проекту на голосування коштує 5 одиниць dash). Після чого, шляхом голосування, приймається рішення щодо проекту.
Саме таким чином було прийнято рішення про збільшення розміру блоків з 1 МБ до 2 МБ. Процес прийняття рішення зайняв менше доби.

## Історія
Dash був початково створений як XCoin (XCO) Івеном Даффілдом 18 січня 2014 року у вигляді форку біткойна. 28 лютого 2014 назву було змінено на «Darkcoin». 25 березня 2015 Darkcoin був представлений як «Dash».

Я відкрив для себе Bitcoin в середині 2010-го, і з того часу він заволодів моїм розумом. Через пару років, в 2012-му, я почав реально замислюватися як додати анонімність в Bitcoin. Я знайшов близько 10 способів зробити це, але після релізу мій код не захотіли включати в Bitcoin. Розробники хотіли, щоб базовий протокол в основному залишався незмінним, і також це стосується всього іншого, що засноване на ньому. Це стало народженням концепції Darkcoin. Я втілив в життя алгоритм X11 за вихідні і виявив, що він працює на диво добре і вирішує проблему справедливого розподілу нагороди, що він може стати хорошою основою для запуску криптовалюти. Я насправді заклав в X11 аналогічну криву зростання, за якої майнери повинні боротися, щоб створити собі навіть невелику перевагу, так само, як це було на ранніх етапах розвитку Bitcoin. Я думаю, що це є необхідним для створення живої екосистеми.
— Evan Duffield, Березень 2014

### Запуск
У першу годину запуску було видобуто близько 500 000 Dash. Наступні 1 000 000 Dash були видобуті за 7 годин і, нарешті, ще 400 000 за наступні 36 годин. Вищезазначені 1,9 мільйона Dash були здобуті за 48 годин. Це становить близько 32 % усього поточного обсягу (5,9 млн на жовтень 2015 року), що породило дискусію про первинний розподіл. У червні 2014-го галузевий новинний сайт Cryptocoinnews написав «Одна з найбільших ям на шляху Darkcoin пов'язана з великим інстмайном». На думку розробника, причиною цього стала помилка в коді, «яка невірно перетворювала складність, неправильне значення якої потім використовувалося для розрахунку винагороди, що призвело до інстмайну».
Офіційну назву було змінено з «Darkcoin» на «Dash» 25 березня 2015 року.

## Економіка
DASH має функцію Instant Send — ця розробка дозволяє проводити платежі за лічені секунди. Обмін криптовалютою за допомогою нової технології коштує трохи дорожче звичайного, але це компенсується прискореним режимом обробки транзакцій.
Середній час формування нового блоку становить приблизно 2,5 хвилини, що в чотири рази швидше, ніж в мережі Bitcoin.
Середня комісія мережі залежить від типу транзакції, але в середньому за даними за 2019 рік становила 0,0007 долара, що так само є перевагою цієї криптовалюти.
За даними CoinMarketCap на березень 2016 року, добовий обсяг торгівлі Dash становив близько 1 % від загального обсягу торгівлі криптовалютами, а його ринкова капіталізація становила близько 40 мільйонів доларів. Це п'яте місце серед усіх криптовалют.
У лютому 2016 року ринкова капіталізація Dash становила 24 млн дол..
У грудні 2017 року капіталізація валюти досягла $5,5 млрд (сьоме місце у світі) при ціні $721.21.

## Альтернативи
Zerocoin, Monero і Cloakcoin також мають вбудовані механізми міксингу.
ExclusiveCoin [Архівовано 13 вересня 2017 у Wayback Machine.] — ранній форк.
Гаманці Dark Wallet і Samourai для біткойна мають подібний функціонал.